# Анегдота
Анегдота (грч. άνέκδοτος - необјављен) је сажето сведочанство или прича о некој личности или догађају. Обично је реч о знаменитој личности или некој друштвеној или националној групи.

## Етимологија
Етимолошки, реч "анегдота" је грчког порекла. Антички Грци су анегдотом називали дело које, ма из ког разлога, још није објављено или је намерно задржано од штампања. У новије време овим појмом се називају до сада нештампани стари рукопис или њихови поједини делови.
Употребљена у множини средњег рода ова реч означава "тајне, приватне, скривене детаље или приче из историје".

## Анегдота као књижевна врста
Под анегдотом се подразумева занимљива прича о некој историјској личности. Она је кратка, доживљај необичан, са духовитом поентом. Приповедање је најчешће објективизирано, са наглашавањем битних момената за дати друштвени тренутак. У анегдоти су подвучене основне одлике јунаковог лика, а ситуација је оштро оцртана.
Термин "анегдота" први пут се употребљава у византијској књижевности, у Прокопијевом делу Тајна историја из 6. века. Прокопије је у овом делу написао веома живописне мемоаре о скандалозном животу на цариградском двору римског цара Јустинијана (527 — 565) и његове супруге Теодоре (497 — 548), које је назвао Анекдота. Овај наслов би се могао превести као Тајне приповести, или приближније Необјављени трачеви, што и јесу били током Јустинијановог живота, обзиром да је дело објављено тек после његове смрти. Из тог разлога је анегдота постала саставним делом историје, посебно чувених личности.
Касније се анегдота често појављује као сведочанство неког занимљивог догађаја из живота познатих личности. У 18. веку анегдота добија значење блиско шали, хуморески или цртици али, за разлику од ових форми, анегдота има документарни карактер, па се често користи као допуна биографији. Реч је о веома краткој историјској епизоди, сачуваној првобитно у усменом казивању, најчешће шаљивог и фиктивног садржаја, који се преноси у неизмењеном облику са колена на колено. У највећем броју случајева анегдота се везује директно за стварни, историјски потврђен лик који се у одређеној ситуацији понашао у складу са својим моралним и психолошким карактером.
Основни смисао анегдоте је од давнина дидактичко-образовни, па она у себи садржи васпитно-образовне елементе. Зато је ово кратка прозна форма, у потпуности ослобођена сувишних детаља, која директно описује конкретни догађај. Поенту анегдоте представља одговор, односно реакција личности на одређену ситуацију. Анегдота је важан елеменат општег образовања, јер помаже у сазнавању стварног света и помаже у социјализацији.

## Врсте анегдота
1. Анегдоте о једној историјској личности - у највећем броју случајева на самом почетку оваквих анегдота појављује се неименовани лик, у коме се може оличавати сваки појединац или чак читава друштвена заједница. Овај лик се уводи у причу употребом неодређене заменице (нпр. Неки човек...), коришћењем трећег лица множине (нпр. Питали једном...) или употребом пасивног стања (нпр. Сократ би упитан...). Главни јунак анегдоте појављује се овде као други лик и именован је властитим именом.
2. Анегдоте у којима су оба лика познате историјске личности.
3. Анегдоте митолошко-бајковите садржине, чији су главни ликови митске и имагинарне личности, преузете из митологије.[5]

## Примери
У српској књижевности, једна од познатијих анегдота је „Еро и кадија“:
| „ | Чувао Еро кадијина говеда, па имао и своју једну краву, те ишла с кадијиним говедима. Једанпут се догоди те се пободе кадијина крава с Ерином, па Ерина крава убоде кадијину на мјесту. Онда Еро брже-боље отрчи кадији: „Честити ефендија, твоја крава убола моју краву!“ „Па ко је крив, море! Је ли је ко наћерао!“, пита кадија. „Није нико“, одговара Еро, „него се поболе саме!“ „Е, вала море, марви нема суда!“ Онда Еро: „Ама чујеш ли ти, ефендија, што ја кажем: моја крава убола твоју краву!“ „А, а, море!Стани док погледам у ћитап“, рече кадија, па сегне руком да довати ћитап, а Еро те за руку: „Нећеш, Бог и Божја вјера! Кад нијеси гледао мојој крави у ћитап, е вала нећеш ни својој!“ | ” |

| „ | Питали Краљевића Марка, како је постао јунак, а он одговорио, да се јунаштву научио од паса и од ђеце: како једно псето макар било највеће и најјаче побјегне, онда сва остала пашчад и најмања и најслабија трче за њим; тако исто и дијете кад побјегне, ђеца трче за њим. А кад се како псето или дијете, макар било најмање и најслабије, испријечи и стане да се брани, онда слабо ко смије нањ ударити. (Како се Краљевић-Марко јунаштву научио) | ” |

| „ | Близу Калне је село Шугрин. Из тог је села био главни тобџија Хајдук-Вељков — Стеван. Једног се дана у Неготину Стеван опије и почне рђаво нишанити, те га због тога Хајдух-Вељко ишамара. Стеван се наљути, пребегне Турцима и каже им да је био главни Вељков тобџија и зашто је побегао. — Турци га запитају колико му је Вељко плаћао. А овај каже да му је плаћао један грош дневно. Турци му обећају плаћати сто гроша дневно, само да се потруди и убије Вељка. — Стеван пристане, и није прошло ни неколико дана, а он уочи Вељка, нанишани топом на њега и убије га. | ” |